# Гай Валерий Левин
Гай Вале́рий Леви́н (лат. Gaius Valerius Laevinus; умер предположительно вскоре после 169 года до н. э.) — римский политический деятель и военачальник из патрицианского рода Валериев Левинов, консул-суффект 176 года до н. э. Участвовал в двух дипломатических миссиях на Востоке.

## Происхождение
Гай Валерий принадлежал к одному из самых знатных патрицианских родов Рима, легендарный прародитель которого был сабинянином и переселился в Рим вместе с соправителем Ромула Титом Тацием. Когномен Левин (Laevinus) впервые упоминается в источниках в связи с событиями 501 года до н. э.; его происхождение неизвестно.
Отцом Гая Валерия был Марк Валерий Левин, консул 210 года до н. э., командовавший римской армией в Первой Македонской войне. Старший брат Гая Марк был претором в 182 году до н. э., а второй брат, Публий, упоминается только в связи с погребальными играми, организованными им и Марком после смерти отца. Старшим единоутробным братом Левина был Марк Фульвий Нобилиор, консул 189 года до н. э..

## Биография
Рождение Гая Валерия датируют приблизительно 220 годом до н. э. В 189 году он в качестве легата принял участие в войне с Этолийским союзом под командованием своего брата Марка Фульвия, чьим неограниченным доверием он пользовался. Под Амбракией Гай Валерий стал посредником при заключении мирного договора как человек, отец которого двадцатью годами ранее заключил с этолийцами первый договор о дружбе.
В 179 году до н. э. Гай Валерий стал претором и получил в управление Сардинию. В 176 году до н. э., когда консул Гней Корнелий Сципион Гиспалл умер от болезни, Левин был избран консулом-суффектом. В этом качестве он принимал участие в войне с лигурами, но какие-либо подробности остаются неизвестными из-за лакун в 41-й книге Тита Ливия. Поскольку триумфа Гай Валерий не был удостоен, предполагается, что воевал он без особого успеха.
Позже, в 174 году до н. э., Левин в числе пяти консуляров отправился в Грецию, чтобы добиться прекращения внутренних распрей у этолийцев и провести переговоры с македонским царём Персеем. Обе миссии не удались: в Этолии, по словам Тита Ливия, послы пришли к выводу, что «с буйством этого народа справиться невозможно», а царь постарался избежать встречи с ними. Сенату они доложили, что Персей готовит войну.
Сразу по возвращении Гай Валерий был включён в состав нового посольства, которое должно было в преддверии новой войны с Македонией объездить всё Восточное Средиземноморье. Тит Ливий сообщает, что Левин вернулся уже из Эллады, в то время как другие послы отправились дальше — в Египет, но это может быть ошибкой: вероятно, Гай Валерий побывал и в Азии, после чего вернулся в Рим с докладом.
В последний раз Гай Валерий упоминается в источниках под 169 годом до н. э., когда он безуспешно претендовал на должность цензора. Предположительно вскоре он умер.